# كينيث بورا
كينيث بورا (بالإنجليزية: Kenneth Bowra)‏ لواء متقاعد خدم في الجيش الأمريكي من 1970 إلى 2003. شارك بورا الخدمة مع القوات الخاصة الأمريكية في حرب فيتنام والحرب الأهلية الكمبودية وعمل مع وكالة المخابرات المركزية وقيادة العمليات الخاصة المشتركة. ثم قاتل في وقت لاحق في الغزو الأمريكي لغرينادا وفي الحرب الأهلية الصومالية وحرب الخليج الثانية. في عام 1998 أعطي قيادة مركز ومدرسة جون كينيدي للحرب الخاصة وفي عام 2000 كان نائبا لقائد قوة الناتو في كوسوفو. تقاعد في عام 2003 وهو الآن دبلوماسي مع وزارة الخارجية الأمريكية في المملكة العربية السعودية.